# Marc Camoletti (Autor)
Marc Camoletti (* 16. November 1923 in Genf; † 18. Juli 2003 in Deauville) war ein französischer Bühnenautor und Theaterregisseur für das Boulevardtheater. Sein bekanntestes Werk ist Boeing-Boeing.
Marc Camoletti, Spross einer Schweizer Architektenfamilie mit italienischen Wurzeln, wuchs in Paris auf. Er begann mit der Malerei, die er für das Schreiben aufgab. Dies wurde erleichtert, weil gleich sein erstes Stück, Die Perle Anna (La bonne Anna), 1958 vom damaligen Théatre des Capucines angenommen wurde. Mit Boeing-Boeing wurde er 1960 weltberühmt, nicht zuletzt durch die gleichnamige Verfilmung. Er inszenierte seine Stücke gern selbst, von den zahlreichen Verfilmungen seiner Arbeiten wurde lediglich Duos sur canapé von ihm besorgt (geschrieben 1972, verfilmt 1979).
Weitere Stücke von Camoletti, die den Weg auf die deutschsprachige Bühne fanden, sind Die Perle Anna (La Bonne Anna), Hier sind Sie richtig! (La bonne adresse), Kein bisschen Angst vor Eifersucht (L’amour – Propre) und Pyjama für sechs (Pyjama pour six).